# Гимназия имени Подольских курсантов
Гимназия имени Подольских курсантов — муниципальное бюджетное общеобразовательное учреждение в городе Подольске Московской области (микрорайон Климовск). Названа в честь Подольских курсантов, в 1941 году оборонявших юго-западные подступы к Москве. В школе действует музей Подольских курсантов, рядом со школой установлен памятник Подольским курсантам.

## История

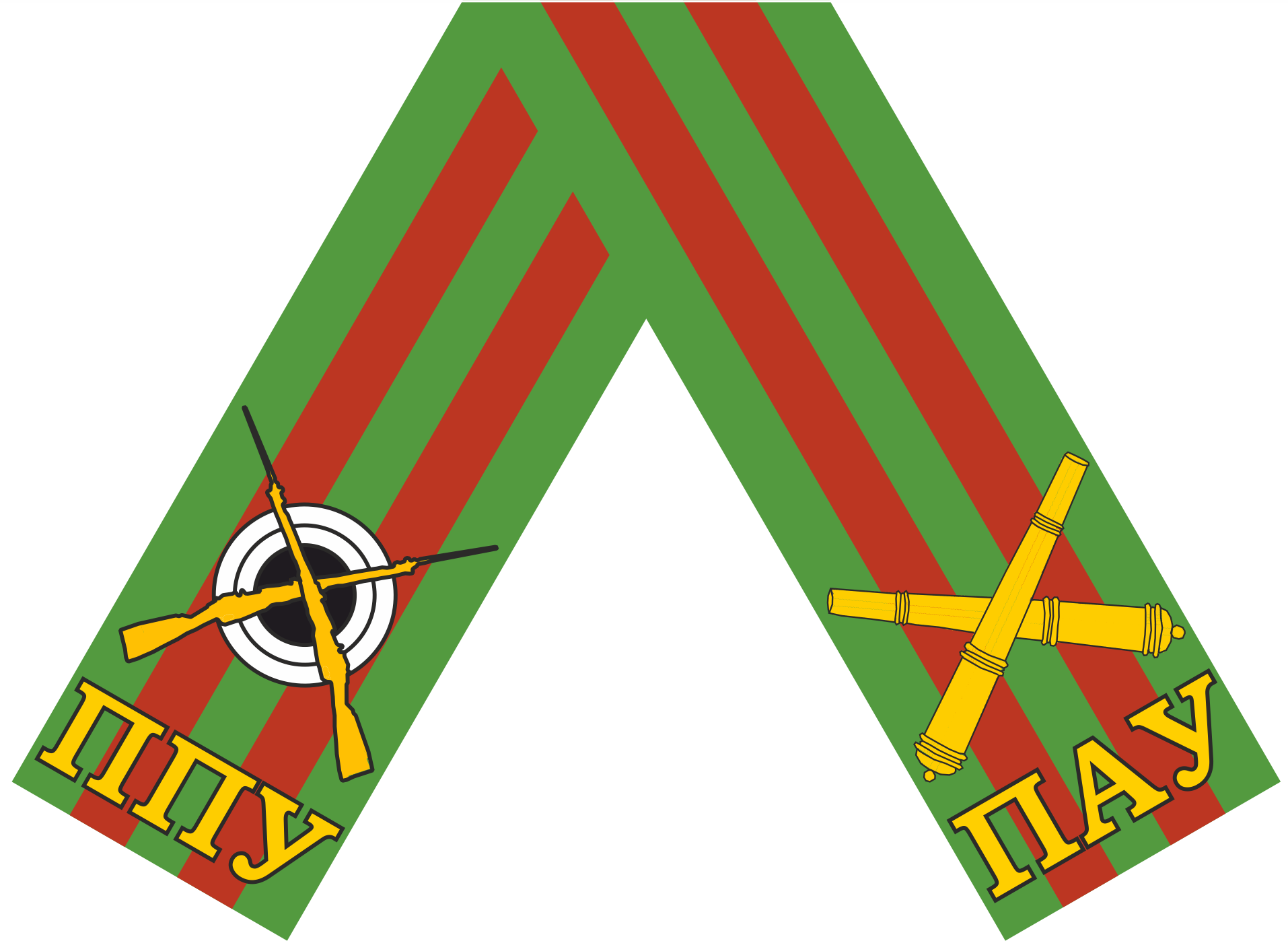
Курсантская ленточка

Гимназия была основана в 1937 году. Первоначально это была климовская средняя школа № 4. Сначала школа располагалась в бараке на современной улице Дмитрия Холодова (бывшая Февральская). После Великой Отечественной войны школа переехала на улицу Заводскую д. 4б, где в настоящий момент находится ПТУ № 78.
В 1965 году к 20-летию Победы в школе появился первый в стране музей, посвящённый подвигу Подольских курсантов. В 1966 году пионерская дружина школы № 4 совершила первый поход по местам боевой славы курсантов.
В 1974 году на проспекте 50-летия Октября, д. 18 было построено новое здание, в котором школа размещается по сей день. В 1988 году учебному заведению было присвоено имя Подольских курсантов. В 1996 году школе был присвоен статус гимназии.
В 2012 году был реконструирован музей гимназии. 27 апреля 2013 года в гимназии стартовала акция «Курсантская ленточка» — символ памяти о подвиге Подольских курсантов. По итогам 2014—2015 учебного года гимназия имени Подольских курсантов вошла в официальный рейтинг ТОП-100 лучших общеобразовательных организаций Московской области, заняв 85-е место. 7 мая 2015 года на территории гимназии был открыт памятник Подольским курсантам. 4 ноября 2016 года на территории гимназии была установлена пушка «Д-44».

## Музей

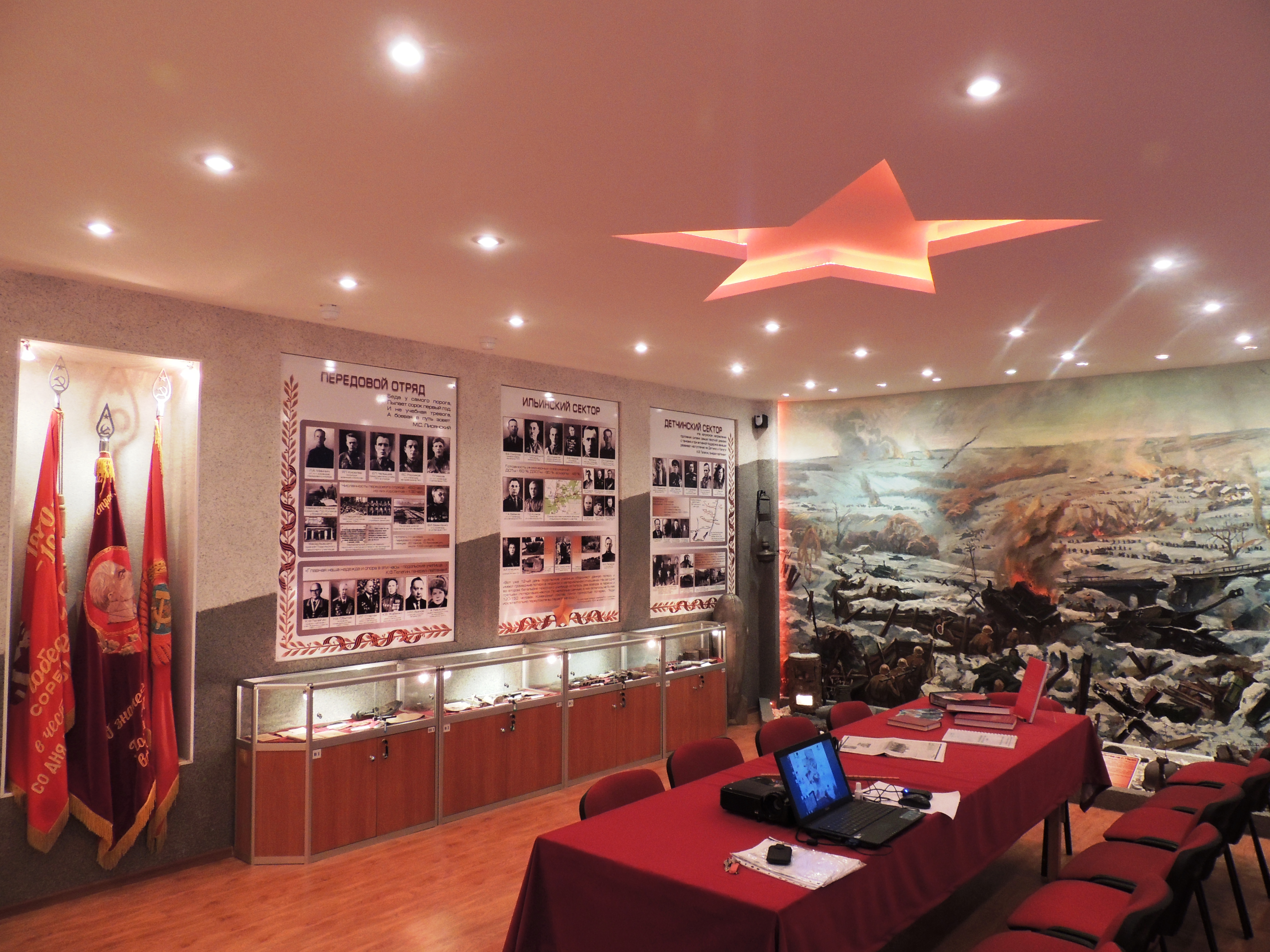
Музей после реконструкции. Фрагмент экспозиции

23 февраля 1965 года в климовской средней школе № 4 появился музей Подольских курсантов — первый в СССР. Основателем музея стал краевед Дмитрий Дмитриевич Панков, сын комиссара Южной группы Подольских курсантов Дмитрия Васильевича Панкова. Уже в следующем 1966 году школьная пионерская дружина совершила первый поход по местам боевой славы курсантов. В экспозицию музея вошли архивные материалы, собранные и изготовленные школьниками экспонаты, карты и схемы, фонотека. По сведениям 1970 года, в музее было 11 отделов. Увлекающиеся краеведением школьники дежурили в музее, готовили выступления на уроках истории.
В 2000-х годах музей начал ветшать, поэтому в 2011 году началась его реконструкция. Работы были проведены по инициативе руководителя музея, преподавателя географии и математики Павла Евгеньевича Красновида. В реконструкции участвовали и ученики. Сотрудники КБАЛ имени Л. Н. Кошкина и предприниматели Климовска оказали помощь с ремонтом и освещением. Панораму сражения отреставрировала преподаватель детской художественной школы В. С. Бровкина. В вестибюле гимназии была устроена Стена Памяти. В 2012 году музей открылся после реконструкции. В 2013 году он занял первое место в конкурсе на лучший школьный музей Подмосковья, организованном сотрудниками Центра развития творчества детей и юношества Московской области. 20 февраля 2015 года к 50-летию музея на фасаде гимназии была установлена мемориальная доска.

## Памятники
В 2013 году было принято решение об установке на территории гимназии памятника Подольским курсантам. В 2013—2014 годах проводился конкурс на лучший проект памятника. В конкурсе приняло участие 17 проектов и лучшей была признана работа членов Союза художников России Виктора Михайлова и Олега Слепова. Сквер вокруг будущего памятника был разбит в августе 2014 года, а работы по отливке памятника начались в январе 2015 года в Переславле-Залесском. Торжественное открытие памятника состоялось 7 мая 2015 года, накануне 70-летия Победы. В митинге по случаю открытия памятника приняли участие более 700 человек.
Памятник сооружён на народные средства. Он представляет собой 2 бронзовые фигуры курсантов Подольского пехотного и Подольского артиллерийского училищ, высотой 2,3 м каждая. Они олицетворяют собирательный образ и не имеют исторических прототипов. При изготовлении памятника скульпторы уделяли особое внимание исторической достоверности: воспроизведены петлицы, детали различия, буквы на воротниках, звёзды на пилотках, детали винтовок Мосина и так далее. Ежегодно 5 октября в день памяти Подольских курсантов около памятника проходит митинг и возложение цветов.
Рядом с памятником курсантам изначально планировалось установить 45-миллиметровую пушку образца 1936 года. Такие пушки были на вооружении у курсантов в 1941 году. Вскоре выяснилось, что в российских арсеналах таких пушек уже не осталось, поэтому было решено установить в качестве памятника 85-миллиметровую артиллерийскую пушку «Д-44». Пушка № 5299 была предоставлена арсеналом Главного разведывательного управления в городе Брянске. В боевых действиях орудие не участвовало, из него было сделано более 1211 учебных выстрелов. 2 ноября 2016 года пушка была привезена из Брянска. Доставлялась пушка автопробегом по местам боёв курсантов. В автопробеге приняли участие делегации гимназии имени Подольских курсантов и Подольской школы № 18. Пушка была установлена на бетонном основании, и 4 ноября в День народного единства состоялось торжественное открытие памятника.